# The Blues and the Abstract Truth
The Blues and the Abstract Truth è un album discografico del musicista jazz Oliver Nelson, registrato nel febbraio 1961 e pubblicato dall'etichetta Impulse! Records.
Alla registrazione del disco parteciparono molti famosi musicisti: Freddie Hubbard, Eric Dolphy (alla sua ultima collaborazione con Nelson dopo una serie di registrazioni per la Prestige), Bill Evans (unica collaborazione con Nelson), Paul Chambers e Roy Haynes.  Il sassofonista baritono George Barrow invece non esegue nessun assolo ma partecipa ai sottili voicing degli arraggiamenti di Nelson.

## Il disco
L'album è un'esplorazione delle atmosfere e strutture del blues, sebbene soltanto poche tracce siano strutturate nella forma convenzionale a 12 battute.  In riguardo a ciò, nonostante non sia jazz modale, può essere vista come la naturale continuazione della tendenza verso una più sviluppata semplicità armonica e finezza attraverso una versione del blues che è stata ripensata in Kind of Blue da Miles Davis' nel 1959 (album nel quale suonarono sia Evans che Chambers). Dei brani presenti, Stolen Moments è sicuramente il più celebre; è di sedici battute (è un pattern 8-6-2), benché gli assoli abbiano la struttura convenzionale con 12 battute in chiave di DO minore. Hoe-Down è costruita in una struttura di 44 battute (con un assolo di 32 battute basato sull'anatole).  Cascades invece modifica le tradizionali 32 battute AABA inserendo un blues minore a 16 battute per la sezione in LA, allungando la struttura ad un totale di 56 battute.  Il lato B dell'album contiene per contro tre tracce che si riavvicinano di più alla struttura in 12 battute: Yearnin', Butch and Butch e Teenie's Blues.
Esiste un album successivo, More Blues and the Abstract Truth, suonato da una band completamente diversa e che ha ben poco in comune con questo album.

## Tracce
Brani composti da Oliver Nelson, eccetto dove indicato.
Lato A
1. Stolen Moments – 8:45
2. Hoe Down – 4:43 (Aaron Copland)
3. Cascades – 5:30

Durata totale: 18:58
Lato B
1. Yearnin' – 6:20
2. Butch and Butch – 4:35
3. Teenie's Blues – 6:31

Durata totale: 17:26

## Formazione
- Oliver Nelson — sassofono contralto, sassofono tenore
- Eric Dolphy — flauto, sassofono contralto
- George Barrow — sassofono baritono
- Freddie Hubbard — tromba
- Bill Evans — piano
- Paul Chambers — contrabbasso
- Roy Haynes — batteria